# Virtus Francavilla Calcio 2017-2018
Questa voce raccoglie le informazioni riguardanti la Virtus Francavilla Calcio nelle competizioni ufficiali della stagione 2017-2018.

## Stagione
La Virtus Francavilla partecipa per la seconda volta nella sua storia al campionato di Serie C (ex Lega Pro). Alla guida tecnica della squadra viene chiamato l'allenatore Gaetano D'Agostino, l'anno scorso allenatore dell'Anzio in serie D. Ottenuto, per la stagione precedente, grazie ad alcune modifiche strutturali realizzate e ad una deroga ai regolamenti di categoria, il diritto a disputare le partite casalinghe nello stadio della propria città, lo Stadio Comunale Giovanni Paolo II, a partire dal 1º luglio 2017 la società è costretta a disputare le partite casalinghe allo Stadio Franco Fanuzzi di Brindisi in attesa dell'effettuazione di ulteriori modifiche strutturali al proprio stadio, necessarie per il completo adeguamento ai regolamenti di categoria.

### Precampionato
Il ritiro precampionato si è svolto dal 17 al 28 luglio a Chianciano Terme. Durante il ritiro sono state disputate due amichevoli rispettivamente contro una rappresentativa di Montepulciano (16-0 per la Virtus) e contro la Robur Siena (0-0).
Terminato il ritiro altre due amichevoli sono state disputate, in trasferta, il 10 agosto contro il Brindisi (1-0 per la Virtus) ed il 12 agosto contro il Fasano (4-3 per la Virtus). 
Il 19 agosto è stato disputato a Brindisi l'incontro amichevole, valido per il memorial "Antonio Ferrara", contro l'Avetrana (terminato 7-0 per la Virtus).

### Campionato di Serie C
Inserita nel girone C, alla prima giornata del campionato di Serie C 2017-2018, ha affrontato in casa il Lecce (incontro terminato 1-1). Partita dopo partita la formazione di D’agostino mostra carattere e qualità e riesce ad ottenere eccellenti risultati soprattutto negli incontri casalinghi. Al termine del girone di andata, grazie ai 28 punti conquistati e trascinata dai gol del bomber Saraniti, occupa il quinto posto in classifica confermando il sorprendente andamento della stagione precedente.
Durante la sosta invernale viene disputato un incontro amichevole contro il Bisceglie (terminato 2-2).
Il girone di ritorno si rivela più complicato anche a causa della cessione al Lecce del bomber Saraniti (9 gol nel girone di andata). Dopo ben 12 partite consecutive senza vittoria (3 sconfitte e 9 pareggi), la formazione di D'Agostino riesce a conquistare due vittorie di fila e a rimanere quindi in corsa per un posto ai play-off. Tale obiettivo viene raggiunto, per il secondo anno consecutivo, con il decisivo pareggio, conquistato sul campo della Fidelis Andria, che consente di raggiungere il nono posto in classifica finale (in virtù del vantaggio negli scontri diretti rispetto alla Sicula Leonzio). Si tratta di un nuovo storico risultato reso possibile dalla ottima stagione sportiva, ma anche dalla corretta e regolare gestione societaria, considerate le rilevanti penalizzazioni che hanno coinvolto società meglio piazzate sul campo quali il Matera ed il Siracusa.
Al primo turno dei play-off di girone (prima fase dei play-off per la promozione in Serie B) la Virtus Francavilla supera il Monopoli, in trasferta per 1-0, con gol di Anthony Partipilo. Si tratta del primo gol, realizzato nei play-off per la promozione in serie B nella storia della Virtus Francavilla.
Al secondo turno, disputato in partita unica in trasferta, viene eliminata dalla Juve Stabia al termine di un match palpitante terminato 4-3 per i campani.
Il 21 maggio 2018 viene comunicata dalla società la decisione consensuale di non rinnovare il contratto con l'allenatore Gaetano D'Agostino. Al suo posto la guida tecnica della squadra viene affidata al tecnico calabrese Nunzio Zavettieri.

### Coppa Italia
Partecipa per la prima volta nella sua storia alla Coppa Italia, la seconda competizione professionistica nazionale. Il 30 luglio, nel match unico disputato in casa e valido per il primo turno, batte per 3-1 l'Imolese; conquista quindi la qualificazione al secondo turno. Il 6 agosto affronta, in gara unica disputata allo Stadio Renzo Barbera, il Palermo rimediando però una netta sconfitta (5-0) e venendo così eliminata dalla competizione.
In quanto squadra partecipante alla Coppa Italia accede direttamente alla fase ad eliminazione diretta della Coppa Italia Serie C. 
Viene eliminata al primo turno dal Bisceglie che vince in casa per 2-0.

## Divise e sponsor
Lo sponsor tecnico per la stagione 2017-2018 è Joma, mentre lo sponsor ufficiale è Nuovarredo.
| Casa | Trasferta |

## Rosa
In corsivo i giocatori ceduti a stagione in corso. Con l'asterisco i giocatori ingaggiati a stagione in corso.
| N. |                       | Ruolo | Calciatore             |
| -- | --------------------- | ----- | ---------------------- |
| 1  | Italia (bandiera)     | P     | Mirko Albertazzi       |
| 2  | Italia (bandiera)     | D     | Giovanni De Toma       |
| 3  | Italia (bandiera)     | C     | Pasquale Turi          |
| 4  | Italia (bandiera)     | D     | Giuseppe Prestia       |
| 5  | Italia (bandiera)     | C     | Davide Buono           |
| 5  | Italia (bandiera)     | D     | Edoardo Sbampato       |
| 6  | Italia (bandiera)     | D     | Francesco Gallù        |
| 6  | Italia (bandiera)     | D     | Louis Demoleon         |
| 7  | Francia (bandiera)    | A     | John-Christophe Ayina  |
| 7  | Paraguay (bandiera)   | A     | Richard Lugo           |
| 8  | Argentina (bandiera)  | C     | Carlos Ezequiel Biasón |
| 9  | Italia (bandiera)     | A     | Andrea Saraniti        |
| 9  | Italia (bandiera)     | A     | Valerio Anastasi       |
| 10 | Italia (bandiera)     | A     | Alessio Viola          |
| 11 | Italia (bandiera)     | C     | Marco Valotti          |
| 11 | Italia (bandiera)     | A     | Anthony Partipilo      |
| 12 | San Marino (bandiera) | P     | Davide Colonna         |
| 13 | Italia (bandiera)     | D     | Stefano Pino           |
| 15 | Italia (bandiera)     | C     | Nicholas Delvecchio    |
| 14 | Italia (bandiera)     | C     | Cosimo Pio D'Amicis    |

| N. |                    | Ruolo | Calciatore              |
| -- | ------------------ | ----- | ----------------------- |
| 16 | Italia (bandiera)  | D     | Alessandro Albertini    |
| 18 | Italia (bandiera)  | D     | Daniel Di Nicola        |
| 19 | Italia (bandiera)  | C     | Yassin Arfaoui          |
| 20 | Italia (bandiera)  | C     | Michael Folorunsho      |
| 21 | Italia (bandiera)  | D     | Giuseppe Abruzzese      |
| 22 | Italia (bandiera)  | P     | Nicholas Battaiola      |
| 23 | Italia (bandiera)  | A     | Simone Rossetti         |
| 24 | Italia (bandiera)  | A     | Vittorio Tateo Triarico |
| 25 | Italia (bandiera)  | C     | Giuseppe Sicurella      |
| 26 | Italia (bandiera)  | A     | Giuseppe Madonia        |
| 27 | Italia (bandiera)  | P     | Manuel Margherito       |
| 28 | Italia (bandiera)  | A     | Federico Mastropietro   |
| 29 | Italia (bandiera)  | A     | Giacomo Parigi          |
| 30 | Italia (bandiera)  | D     | Giordano Maccarrone     |
| 31 | Italia (bandiera)  | P     | Thomas Saloni           |
| 34 | Italia (bandiera)  | C     | Gianmarco Monaco        |
| 35 | Italia (bandiera)  | D     | Giuseppe Agostinone     |
| 36 | Italia (bandiera)  | P     | Gabriele Scarafile      |
|    | Senegal (bandiera) | C     | Ndiaga Fatou Sene       |
|    | Italia (bandiera)  | C     | Graziano Amatulli       |

## Calciomercato

### Sessione estiva(dal 01/07 al 31/08)
| Acquisti | Acquisti              | Acquisti   | Acquisti   |
| R.       | Nome                  | da         | Modalità   |
| -------- | --------------------- | ---------- | ---------- |
| C        | Tarik Boschetti       | Portuguesa | definitivo |
| A        | Simone Rossetti       | Bologna    | prestito   |
| C        | Nicolas Delvecchio    | Anzio      | definitivo |
| D        | Giuseppe Prestia      | Catanzaro  | definitivo |
| C        | Michael Folorunsho    | Lazio      | definitivo |
| A        | Marco Valotti         | Lupa Roma  | definitivo |
| D        | Daniel Di Nicola      | Pescara    | prestito   |
| P        | Davide Colonna        | Bologna    | definitivo |
| A        | Andrea Saraniti       | Vibonese   | definitivo |
| C        | Davide Buono          | Monterosi  | definitivo |
| A        | Alessio Viola         | Taranto    | definitivo |
| P        | Nicholas Battaiola    | Cremonese  | prestito   |
| A        | Federico Mastropietro | Juventus   | definitivo |
| A        | Daniel Giampaolo      | Anzio      | definitivo |
| D        | Giordano Maccarrone   | Messina    | definitivo |
| A        | Giuseppe Madonia      | Messina    | definitivo |
| C        | Giuseppe Sicurella    | Foggia     | prestito   |
| C        | Gianmarco Monaco      | Lecce      | definitivo |
| C        | Ndiaga Fatou Sene     | Genoa      | definitivo |
| D        | Giuseppe Agostinone   | Lecce      | definitivo |

| Cessioni | Cessioni          | Cessioni     | Cessioni                                 |
| R.       | Nome              | a            | Modalità                                 |
| -------- | ----------------- | ------------ | ---------------------------------------- |
| C        | Edoardo Tundo     | Lecce        | fine prestito                            |
| C        | Pasquale Monopoli | Gallipoli    | definitivo                               |
| P        | Angelo Casadei    |              | svincolato                               |
| C        | Marian Galdean    |              | svincolato poi Taranto                   |
| C        | Andrea Pastore    | Alessandria  | definitivo                               |
| A        | Danilo Alessandro | Pro Piacenza | definitivo                               |
| D        | Daniele Vetrugno  |              | svincolato                               |
| D        | Riccardo Idda     | Cosenza      | definitivo                               |
| C        | Mario Prezioso    | Carpi        | definitivo                               |
| A        | M'Bala Nzola      | Carpi        | prestito                                 |
| C        | Tarik Boschetti   |              | svincolato                               |
| A        | Cosimo Salatino   | Gravina      | prestito                                 |
| C        | Lucas Finazzi     |              | svincolato poi Gavorrano (da settembre)  |
| A        | Giovanni Abate    |              | svincolato poi Pro Piacenza (da ottobre) |
| A        | Daniel Giampaolo  |              | svincolato poi San Nicolò (da novembre)  |
| D        | Vasco Faísca      |              | svincolato                               |

### Sessione invernale(dal 01/01 al 31/01)
| Acquisti | Acquisti                 | Acquisti  | Acquisti   |
| R.       | Nome                     | da        | Modalità   |
| -------- | ------------------------ | --------- | ---------- |
| C        | Yassin Arfaoui           | Latina    | definitivo |
| D        | Edoardo Sbampato         | Chievo    | prestito   |
| P        | Thomas Saloni            | Spezia    | prestito   |
| C        | Richard Lugo             | Bisceglie | definitivo |
| A        | Giacomo Parigi           | Atalanta  | prestito   |
| C        | Cosimo Pio D’amicis      | Bari      | prestito   |
| C        | Graziano Amatulli        | Foggia    | prestito   |
| A        | Valerio Anastasi         | Catanzaro | definitivo |
| D        | Louis Sebastian Demoleon | Prato     | definitivo |
| A        | Anthony Partipilo        | Bisceglie | definitivo |

| Cessioni | Cessioni              | Cessioni  | Cessioni   |
| R.       | Nome                  | a         | Modalità   |
| -------- | --------------------- | --------- | ---------- |
| C        | Diagne Abdoul         | Gallipoli | prestito   |
| C        | Davide Buono          |           | svincolato |
| D        | Francesco Gallù       |           | svincolato |
| A        | John-Christophe Ayina | Bisceglie | definitivo |
| P        | Nicholas Battaiola    | Gubbio    | prestito   |
| D        | Giuseppe Abruzzese    |           | svincolato |
| A        | Andrea Saraniti       | Lecce     | definitivo |
| C        | Nicholas Delvecchio   |           | svincolato |
| C        | Pasquale Turi         |           | svincolato |
| A        | Marco Valotti         | Catanzaro | definitivo |

## Risultati

### Serie C

#### Girone di andata
| Arbitro: | Volpi (Arezzo) |

|               |           |               |
| Abruzzese 93’ | Marcatori | 60’ Di Piazza |

| Arbitro: | Chindemi (Viterbo) |

|                             |           |           |
| Partipilo 25’ Montinaro 51’ | Marcatori | 49’ Ayina |

| Arbitro: | Andreini (Forlì) |

|                     |           |  |
| Saraniti 54’ (rig.) | Marcatori |  |

| Arbitro: | Robilotta (Sala Consilina) |

|  |           |                                             |
|  | Marcatori | 39’ (rig.) Lodi 65’ Russotto 90+3’ Đorđević |

| Arbitro: | Ricci (Firenze) |

|  |           |              |
|  | Marcatori | 30’ Saraniti |

| Arbitro: | Colombo (Como) |

|              |           |                     |
| Saraniti 34’ | Marcatori | 49’ A. De Francesco |

| Arbitro: | Marchetti (Ostia Lido) |

|  |           |                             |
|  | Marcatori | 33’ Agostinone 60’ Saraniti |

| Arbitro: | Sozza (Seregno) |

|                        |           |                    |
| Saraniti 12’ Ayina 87’ | Marcatori | 72’ (rig.) Bollino |

| Arbitro: | Longo (Paola) |

|                          |           |                    |
| Talamo 53’ Regolanti 71’ | Marcatori | 45’, 61’ Sicurella |

| 21 ottobre 2017 10ª giornata |  | – Turno di riposo Virtus Francavilla |  |  |

| Arbitro: | Rossetti (Ancona) |

|             |           |  |
| Catania 32’ | Marcatori |  |

| Arbitro: | Pasciuta (Agrigento) |

|               |           |  |
| Maccarrone 7’ | Marcatori |  |

| Arbitro: | Capone (Palermo) |

|            |           |                    |
| Simeri 45’ | Marcatori | 62’ (aut.) Bachini |

| Arbitro: | Mantelli (Brescia) |

|                            |           |  |
| Saraniti 42’ Madonia 90+5’ | Marcatori |  |

| Arbitro: | Vigile (Cosenza) |

|                                        |           |              |
| Girasole 54’ Reginaldo 70’ Palumbo 83’ | Marcatori | 68’ A. Viola |

| Arbitro: | Curti (Milano) |

|                           |           |               |
| Strambelli 87’ Corado 93’ | Marcatori | 14’ Albertini |

| Arbitro: | Schirru (Nichelino) |

|                          |           |           |
| Prestia 42’ Saraniti 69’ | Marcatori | 4’ Sounas |

| Arbitro: | Cudini (Fermo) |

|                                        |           |             |
| Baclet 34’, 75’ (rig.), 77’ Tutino 68’ | Marcatori | 17’ Madonia |

| Arbitro: | D. Miele (Torino) |

|                   |           |               |
| Saraniti 55’, 79’ | Marcatori | 22’ Lattanzio |

#### Girone di ritorno
| Arbitro: | Cipriani (Empoli) |

|                                                   |           |  |
| Torromino 28’ Lepore 34’ Caturano 46’ (rig.), 59’ | Marcatori |  |

| Brindisi 30 dicembre 2017, ore 18.30 CEST 21ª giornata | Virtus Francavilla | 0 – 0 referto | Bisceglie | Stadio Franco Fanuzzi\| Arbitro: \| I. Guida (Salerno) \| |
| Arbitro:                                               | I. Guida (Salerno) |               |           |                                                           |

| Arbitro: | Bitonti (Bologna) |

|                           |           |                           |
| Lazzari 9’ De Martino 36’ | Marcatori | 7’ Sicurella 46’ A. Viola |

| Arbitro: | Zanonato (Vicenza) |

|             |           |  |
| Tedeschi 2’ | Marcatori |  |

| Brindisi 4 febbraio 2018, ore 16.30 CEST 24ª giornata | Virtus Francavilla         | 0 – 0 | Rende | Stadio Franco Fanuzzi\| Arbitro: \| Garofalo (Torre del Greco) \| |
| Arbitro:                                              | Garofalo (Torre del Greco) |       |       |                                                                   |

| Reggio Calabria 11 febbraio 2018, ore 14.30 CEST 25ª giornata | Reggina          | 0 – 0 referto | Virtus Francavilla | Stadio Oreste Granillo\| Arbitro: \| Capone (Palermo) \| |
| Arbitro:                                                      | Capone (Palermo) |               |                    |                                                          |

| Arbitro: | Moriconi (Roma) |

|  |           |             |
|  | Marcatori | 90+2’ Pinna |

| Arbitro: | Fontani (Siena) |

|                           |           |                              |
| Marano 8’ G. Esposito 37’ | Marcatori | 55’ Folorunsho 65’ Partipilo |

| Brindisi 3 marzo 2018, ore 16.30 CEST 28ª giornata | Virtus Francavilla  | 0 – 0 referto | Paganese | Stadio Franco Fanuzzi\| Arbitro: \| De Remigis (Teramo) \| |
| Arbitro:                                           | De Remigis (Teramo) |               |          |                                                            |

| 11 marzo 2018 29ª giornata |  | – Turno di riposo Virtus Francavilla |  |  |

| Brindisi 18 marzo 2018, ore 14.30 CEST 30ª giornata | Virtus Francavilla         | 0 – 0 referto | Siracusa | Stadio Franco Fanuzzi\| Arbitro: \| Cascone (Nocera Inferiore) \| |
| Arbitro:                                            | Cascone (Nocera Inferiore) |               |          |                                                                   |

| Arbitro: | Zufferli (Udine) |

|               |           |              |
| Infantino 80’ | Marcatori | 44’ Anastasi |

| Brindisi 25 marzo 2018, ore 16.30 CEST 32ª giornata (sosp. al 54º minuto per impraticabilità del campo.) Ripresa il 18 aprile 2018, ore 14.30 | Virtus Francavilla | 0 – 0 referto | Juve Stabia | Stadio Franco Fanuzzi\| Arbitro: \| Raciti (Acireale) \| |
| Arbitro: | Raciti (Acireale)  |               |             |                                                          |

| Arbitro: | Acanfora (Castellammare di Stabia) |

|  |           |             |
|  | Marcatori | 6’ Anastasi |

| Arbitro: | Robilotta (Sala Consilina) |

|                          |           |  |
| Biason 80’ Madonia 90+1’ | Marcatori |  |

| Arbitro: | Pasciuta (Agrigento) |

|                          |           |                                  |
| Anastasi 39’ Madonia 84’ | Marcatori | 49’ Tiscione 69’ (rig.) De Falco |

| Arbitro: | Mei (Pesaro) |

|                   |           |               |
| Genchi 68’ (rig.) | Marcatori | 85’ Partipilo |

| Arbitro: | Zingarelli (Siena) |

|               |           |                                                      |
| Partipilo 72’ | Marcatori | 1’ 37’ Tutino 14’ (rig.) Perez 29’ Corsi 92’ Okereke |

| Arbitro: | Longo (Paola) |

|                |           |          |
| Scaringella 8’ | Marcatori | 42’ Lugo |

### Play-off

#### Primo turno
| Arbitro: | Proietti (Terni) |

|  |           |               |
|  | Marcatori | 74’ Partipilo |

| Arbitro: | Amabile (Vicenza) |

|                                              |           |                                |
| Melara 3’ Canotto 11’ Berardi 73’ Paponi 88’ | Marcatori | 25’, 77’ Partipilo 84’ Prestia |

### Coppa Italia

#### Primo turno
| Arbitro: | Valiante (Salerno) |

|                                      |           |                     |
| Nzola 12’ Abruzzese 51’ A. Viola 66’ | Marcatori | 76’ (rig.) Ferretti |

#### Secondo turno
| Arbitro: | Martinelli (Roma) |

|                                                      |           |  |
| Trajkovski 13’, 45+2’, 72’ Aleesami 66’ Murawski 80’ | Marcatori |  |

### Fase ad eliminazione diretta

#### Primo turno
| Arbitro: | Valiante (Salerno) |

|                    |           |  |
| Jovanovic 77’, 78’ | Marcatori |  |

## Statistiche
Statistiche aggiornate al 15 maggio 2018.

### Statistiche di squadra
| Competizione                | Punti | In casa | In casa | In casa | In casa | In casa | In casa | In trasferta | In trasferta | In trasferta | In trasferta | In trasferta | In trasferta | Totale | Totale | Totale | Totale | Totale | Totale | DR  |
| Competizione                | Punti | G       | V       | N       | P       | Gf      | Gs      | G            | V            | N            | P            | Gf           | Gs           | G      | V      | N      | P      | Gf     | Gs     | DR  |
| --------------------------- | ----- | ------- | ------- | ------- | ------- | ------- | ------- | ------------ | ------------ | ------------ | ------------ | ------------ | ------------ | ------ | ------ | ------ | ------ | ------ | ------ | --- |
| Serie C (compresi play-off) | 46    | 18      | 7       | 8       | 3       | 17      | 16      | 20           | 4            | 8            | 8            | 22           | 31           | 38     | 11     | 16     | 11     | 39     | 47     | -8  |
| Coppa Italia                | -     | 1       | 1       | 0       | 0       | 3       | 1       | 1            | 0            | 0            | 1            | 0            | 5            | 2      | 1      | 0      | 1      | 3      | 6      | -3  |
| Coppa Italia Serie C        | -     | 0       | 0       | 0       | 0       | 0       | 0       | 1            | 0            | 0            | 1            | 0            | 2            | 1      | 0      | 0      | 1      | 0      | 2      | -2  |
| Totale                      | 46    | 19      | 8       | 8       | 3       | 20      | 17      | 22           | 4            | 8            | 10           | 22           | 38           | 41     | 12     | 16     | 13     | 42     | 55     | -13 |

### Andamento in campionato
| Giornata  | 1 | 2  | 3 | 4  | 5  | 6 | 7 | 8 | 9 | 10 | 11 | 12 | 13 | 14 | 15 | 16 | 17 | 18 | 19 | 20 | 21 | 22 | 23 | 24 | 25 | 26 | 27 | 28 | 29 | 30 | 31 | 32  | 33  | 34  | 35  | 36 | 37 | 38 |
| --------- | - | -- | - | -- | -- | - | - | - | - | -- | -- | -- | -- | -- | -- | -- | -- | -- | -- | -- | -- | -- | -- | -- | -- | -- | -- | -- | -- | -- | -- | --- | --- | --- | --- | -- | -- | -- |
| Risultato | N | P  | V | P  | V  | N | V | V | N | R  | P  | V  | N  | V  | P  | P  | V  | P  | V  | P  | N  | N  | P  | N  | N  | P  | N  | N  | R  | N  | N  | N   | V   | V   | N   | N  | P  | N  |
| Posizione | 9 | 14 | 6 | 15 | 10 | 8 | 6 | 6 | 5 | 7  | 9  | 6  | 6  | 6  | 7  | 7  | 5  | 5  | 5  | 8  | 8  | 8  | 9  | 9  | 10 | 10 | 11 | 11 | 11 | 12 | 12 | 13* | 12* | 10* | 11* | 9  | 11 | 9  |

Legenda:

Luogo: C = Casa; T = Trasferta. Risultato: V = Vittoria; N = Pareggio; P = Sconfitta.
- *1 partita in meno

### Statistiche dei giocatori
Statistiche aggiornate al 15 maggio 2018.
Sono in corsivo i calciatori che hanno lasciato la società a stagione in corso.
| Giocatore          | Serie C  | Serie C | Serie C     | Serie C    | Coppa Italia | Coppa Italia | Coppa Italia | Coppa Italia | Coppa Italia Lega Pro | Coppa Italia Lega Pro | Coppa Italia Lega Pro | Coppa Italia Lega Pro | Totale   | Totale | Totale      | Totale     |
| Giocatore          | Presenze | Reti    | Ammonizioni | Espulsioni | Presenze     | Reti         | Ammonizioni  | Espulsioni   | Presenze              | Reti                  | Ammonizioni           | Espulsioni            | Presenze | Reti   | Ammonizioni | Espulsioni |
| ------------------ | -------- | ------- | ----------- | ---------- | ------------ | ------------ | ------------ | ------------ | --------------------- | --------------------- | --------------------- | --------------------- | -------- | ------ | ----------- | ---------- |
| G. Abruzzese       | 16       | 1       | 4           | 0          | 1            | 1            | 0            | 0            | 1                     | 0                     | 0                     | 0                     | 18       | 2      | 4           | 0          |
| G. Agostinone      | 33       | 1       | 3           | 0          | 0            | 0            | 0            | 0            | 1                     | 0                     | 1                     | 0                     | 34       | 1      | 4           | 0          |
| M. Albertazzi      | 34       | -45     | 1           | 0          | 2            | -6           | 0            | 0            | 0                     | 0                     | 0                     | 0                     | 36       | -51    | 1           | 0          |
| A. Albertini       | 35       | 1       | 5           | 0          | 0            | 0            | 0            | 0            | 1                     | 0                     | 0                     | 0                     | 36       | 1      | 5           | 0          |
| V. Anastasi        | 15       | 3       | 0           | 0          | 0            | 0            | 0            | 0            | 0                     | 0                     | 0                     | 0                     | 15       | 3      | 0           | 0          |
| Y. Arfaoui         | 0        | 0       | 0           | 0          | 0            | 0            | 0            | 0            | 0                     | 0                     | 0                     | 0                     | 0        | 0      | 0           | 0          |
| J. Ayina           | 18       | 2       | 1           | 0          | 1            | 0            | 0            | 0            | 1                     | 0                     | 0                     | 0                     | 20       | 2      | 1           | 0          |
| N. Battaiola       | 1        | 0       | 0           | 0          | 0            | 0            | 0            | 0            | 1                     | -2                    | 0                     | 0                     | 2        | -2     | 0           | 0          |
| C. Biasón          | 28       | 1       | 12          | 0          | 2            | 0            | 0            | 0            | 1                     | 0                     | 0                     | 0                     | 31       | 1      | 12          | 0          |
| T. Boschetti       | 0        | 0       | 0           | 0          | 0            | 0            | 0            | 0            | 0                     | 0                     | 0                     | 0                     | 0        | 0      | 0           | 0          |
| D. Buono           | 16       | 0       | 3           | 0          | 2            | 0            | 0            | 0            | 1                     | 0                     | 0                     | 0                     | 19       | 0      | 3           | 0          |
| D. Colonna         | 0        | 0       | 0           | 0          | 0            | 0            | 0            | 0            | 0                     | 0                     | 0                     | 0                     | 0        | 0      | 0           | 0          |
| L.S. Demoleon      | 2        | 0       | 1           | 0          | 0            | 0            | 0            | 0            | 0                     | 0                     | 0                     | 0                     | 2        | 0      | 1           | 0          |
| G. De Toma         | 8        | 0       | 2           | 0          | 2            | 0            | 0            | 0            | 0                     | 0                     | 0                     | 0                     | 10       | 0      | 2           | 0          |
| N. Delvecchio      | 4        | 0       | 0           | 0          | 0            | 0            | 0            | 0            | 0                     | 0                     | 0                     | 0                     | 4        | 0      | 0           | 0          |
| A. Diagne          | 0        | 0       | 0           | 0          | 0            | 0            | 0            | 0            | 0                     | 0                     | 0                     | 0                     | 0        | 0      | 0           | 0          |
| D. Di Nicola       | 21       | 0       | 0           | 0          | 0            | 0            | 0            | 0            | 1                     | 0                     | 0                     | 0                     | 22       | 0      | 0           | 0          |
| M. Folorunsho      | 28       | 1       | 2           | 2          | 2            | 0            | 0            | 0            | 1                     | 0                     | 0                     | 0                     | 31       | 1      | 2           | 2          |
| F. Gallù           | 1        | 0       | 1           | 0          | 2            | 0            | 0            | 0            | 0                     | 0                     | 0                     | 0                     | 3        | 0      | 1           | 0          |
| M.R. Lugo Martinez | 13       | 1       | 3           | 0          | 0            | 0            | 0            | 0            | 0                     | 0                     | 0                     | 0                     | 13       | 1      | 3           | 0          |
| G. Maccarrone      | 29       | 1       | 7           | 1          | 0            | 0            | 0            | 0            | 1                     | 0                     | 0                     | 0                     | 30       | 1      | 7           | 1          |
| G. Madonia         | 30       | 4       | 2           | 0          | 0            | 0            | 0            | 0            | 0                     | 0                     | 0                     | 0                     | 30       | 4      | 2           | 0          |
| F. Mastropietro    | 17       | 0       | 2           | 0          | 0            | 0            | 0            | 0            | 0                     | 0                     | 0                     | 0                     | 17       | 0      | 2           | 0          |
| G. Monaco          | 20       | 0       | 1           | 0          | 0            | 0            | 0            | 0            | 1                     | 0                     | 0                     | 0                     | 21       | 0      | 1           | 0          |
| M. Nzola           | 0        | 0       | 0           | 0          | 1            | 1            | 0            | 0            | 0                     | 0                     | 0                     | 0                     | 1        | 1      | 0           | 0          |
| G. Parigi          | 11       | 0       | 1           | 0          | 0            | 0            | 0            | 0            | 0                     | 0                     | 0                     | 0                     | 11       | 0      | 1           | 0          |
| A. Partipilo       | 16       | 6       | 2           | 0          | 0            | 0            | 0            | 0            | 0                     | 0                     | 0                     | 0                     | 16       | 6      | 2           | 0          |
| S. Pino            | 33       | 0       | 9           | 0          | 2            | 0            | 0            | 0            | 0                     | 0                     | 0                     | 0                     | 35       | 0      | 9           | 0          |
| G. Prestia         | 37       | 2       | 5           | 0          | 2            | 0            | 0            | 0            | 1                     | 0                     | 0                     | 0                     | 40       | 2      | 5           | 0          |
| S. Rossetti        | 8        | 0       | 1           | 0          | 2            | 0            | 0            | 0            | 1                     | 0                     | 1                     | 0                     | 11       | 0      | 2           | 0          |
| T. Saloni          | 5        | -2      | 0           | 0          | 0            | 0            | 0            | 0            | 0                     | 0                     | 0                     | 0                     | 5        | -2     | 0           | 0          |
| A. Saraniti        | 20       | 9       | 4           | 0          | 2            | 0            | 0            | 0            | 0                     | 0                     | 0                     | 0                     | 22       | 9      | 4           | 0          |
| E. Sbampato        | 4        | 0       | 0           | 0          | 0            | 0            | 0            | 0            | 0                     | 0                     | 0                     | 0                     | 4        | 0      | 0           | 0          |
| G. Sicurella       | 35       | 3       | 8           | 1          | 0            | 0            | 0            | 0            | 1                     | 0                     | 0                     | 0                     | 36       | 3      | 8           | 1          |
| V. Triarico        | 12       | 0       | 2           | 0          | 0            | 0            | 0            | 0            | 0                     | 0                     | 0                     | 0                     | 12       | 0      | 2           | 0          |
| P. Turi            | 2        | 0       | 0           | 0          | 2            | 0            | 0            | 0            | 0                     | 0                     | 0                     | 0                     | 4        | 0      | 0           | 0          |
| M. Valotti         | 10       | 0       | 1           | 0          | 1            | 0            | 0            | 0            | 0                     | 0                     | 0                     | 0                     | 11       | 0      | 1           | 0          |
| A. Viola           | 15       | 2       | 1           | 0          | 1            | 1            | 0            | 0            | 0                     | 0                     | 0                     | 0                     | 16       | 3      | 1           | 0          |